# Bulhary
Bulhary és un poble i municipi d'Eslovàquia. Es troba a la regió de Banská Bystrica. La primera menció escrita de la vila es remunta al 1435.

## Demografia
| Godina             | 1994 | 2004   | 2014    | 2024   |
| ------------------ | ---- | ------ | ------- | ------ |
| Nombre de persones | 292  | 287    | 318     | 347    |
| Diferència         |      | −1,71% | +10,80% | +9,11% |

| Godina             | 2023 | 2024   |
| ------------------ | ---- | ------ |
| Nombre de persones | 335  | 347    |
| Diferència         |      | +3,58% |